# Avaliação de organizações de caridade
A avaliação de organizações de caridade é o processo de análise do bem de uma organização sem fins lucrativos em termos financeiros. Historicamente, os avaliadores de caridade têm se concentrado na questão de quanto dos fundos contribuídos são usados para o(s) propósito(s) reivindicado(s) pela organização de caridade, enquanto, mais recentemente, alguns avaliadores enfatizaram a relação custo-benefício (ou impacto) das organizações de caridade.

## Fiscalizadores de organizações de caridade
Um fiscalizador de organizações de caridade é um tipo de organização sem fins lucrativos que fornece classificações de grupos de caridade com base em como o dinheiro de uma instituição de caridade individual é gasto, como ela se governa e como a instituição de caridade protege a privacidade dos seus doadores, entre outros critérios. A avaliação de caridade dessas organizações geralmente concentra-se na medição de custos administrativos e de angariação de fundos, salários e na avaliação de quão grande parte do orçamento de uma instituição de caridade é gasto diretamente em atividades impactantes.
Em 2000, foi fundada a Ministry Watch, uma organização cristã evangélica que analisa os ministérios protestantes quanto à responsabilidade financeira e transparência. A Charity Navigator foi lançada em 2001 por John P. Dugan, um rico executivo farmacêutico e filantropo. Inicialmente, a Charity Navigator forneceu classificações financeiras para 1.100 instituições de caridade e possuía dados de 8.000 em meados de 2016.
O Toronto Star relatou algumas das dificuldades e revelações de instituições de caridade auditadas, conforme descrito pela Charity Intelligence Canada (Ci). Os autores chamam isso de "preocupante", por exemplo, que uma em cada cinco das "100 principais instituições de caridade do Canadá" recusou-se a divulgar as suas demonstrações financeiras auditadas completas para a Ci. Além disso, um quarto das "100 principais instituições de caridade" armazenam pelo menos três anos de financiamento (ou seja, têm três vezes o seu orçamento anual em poupanças) e algumas armazenam até oito anos. Das "100 principais instituições de caridade", 14% excedem as diretrizes estabelecidas pela Canada Revenue Agency, gastando mais de 35% das doações em angariação de fundos - com algumas gastando até 50% das doações em angariação de fundos.
Em 2015, o governo britânico anunciou a criação de um novo órgão de fiscalização administrado pelo governo para regular grandes instituições de caridade.

### Avaliação baseada em impacto
Em 2006, os funcionários de fundos de cobertura Holden Karnofsky e Elie Hassenfeld formaram um grupo informal com colegas para avaliar instituições de caridade com base em dados e métricas de desempenho semelhantes às usadas no fundo. O grupo ficou surpreendido ao descobrir que os dados muitas vezes não existiam. No ano seguinte, Karnofsky e Hassenfeld formaram a GiveWell como uma organização sem fins lucrativos para fornecer serviços de analistas financeiros aos doadores. Eles finalmente decidiram avaliar instituições de caridade com base na métrica de quanto custava para salvar uma vida.
A GiveWell concentrou-se principalmente na relação custo-benefício das organizações que avalia, em vez de métricas tradicionais, como a percentagem do orçamento da organização que é gasto em despesas gerais. No primeiro ano, Karnofsky e Hassenfeld defenderam que as instituições de caridade geralmente deveriam gastar mais dinheiro com despesas gerais, para que pudessem pagar pela equipa e manter registos para acompanhar a eficácia de seus esforços. Isso contrariava as formas padrão de avaliar instituições de caridade com base na proporção de despesas gerais em relação aos fundos alocados para o próprio trabalho de caridade.
A Giving What We Can (GWWC), fundada em 2009 por Toby Ord, também se diferenciou de outros avaliadores de instituições de caridade em termos da importância dada às métricas de desempenho de caridade, focando-se apenas na relação custo-benefício do trabalho da caridade. Ele argumentou que a variação na relação custo-benefício das instituições de caridade surge em grande parte devido à variação na natureza das causas nas quais as instituições de caridade operam e, portanto, fez avaliações em amplas áreas de trabalho, como saúde, educação e ajuda de emergência antes de comparar organizações específicas. Na prática, recomenda algumas instituições beneficentes selecionadas na área da saúde global. O seu trabalho é semelhante ao da GiveWell. A GWWC já não avalia instituições de caridade, mas, como o National Philanthropic Trust, aceita membros filantrópicos e ajuda-os a doar para instituições de caridade.
O ex-CEO da Charity Navigator, Ken Berger, e o consultor Robert M. Penna criticaram duramente a ideia de discriminar entre áreas de causa por ser moralista e elitista "ao pesar causas e beneficiários uns contra os outros". O filósofo e defensor efetivo do altruísmo William MacAskill defendeu o conceito comparando a escolha de doar para uma galeria de arte com a escolha de salvar uma pintura em vez de salvar pessoas de um prédio em chamas.
Em 2013 e 2014, a GuideStar, BBB Wise Giving Alliance e a Charity Navigator escreveram cartas abertas pedindo às organizações sem fins lucrativos e doadores que acabassem com o uso do índice de despesas gerais como o único ou principal indicador de desempenho de uma organização sem fins lucrativos. A Charity Navigator também tem trabalhado para expandir seus critérios e incluir relatórios de resultados.

### Resultados
No Reino Unido, o Serviços de Avaliação de Instituições de Caridade (CES), que é uma instituição beneficente, foi criado em 1990 para apoiar a melhoria da eficácia do setor voluntário. Os serviços se fundiram com o Conselho Nacional para Organizações Voluntárias em 2014. O CES tinha um histórico de apoio a instituições beneficentes na identificação de suas metas e objetivos e dos resultados que desejavam alcançar, bem como no mapeamento do sucesso obtido na obtenção desses resultados. O "Programa Nacional de Resultados" foi fornecido e executado pelo CES com financiamento do Big Lottery Fund entre 2003 e 2009, desenvolvendo uma rede de "campeões de resultados" e apoiando cerca de 1.500 organizações voluntárias e comunitárias. O programa foi avaliado de forma independente em 2006 pela Open University e em 2009 pela Tribal Consulting. Uma "abordagem de resultados", que se concentra nas mudanças, benefícios ou outros efeitos que ocorrem como resultado das atividades de uma organização, foi elogiada como uma abordagem eficaz para a medição de desempenho no setor de caridade.

## Bases de dados

### Bases de dados pesquisáveis do Formulário 990 da Receita Federal dos Estados Unidos
- ProPublica
- Candid

### Bases de dados pesquisáveis de instituições de caridade com pontuações, informações e/ou análises
- Animal Charity Evaluators
- BBB Wise Giving Alliance
- Candid
- Charity Intelligence Canada
- Charity Navigator
- CharityWatch, conhecida previamente por American Institute of Philanthropy
- GiveWell
- GreatNonprofits
- ImpactMatters
- Ministry Watch